# U-355
| U-355                      | U-355                                                          | U-355                                                          |
| -------------------------- | -------------------------------------------------------------- | -------------------------------------------------------------- |
|                            |                                                                |                                                                |
|                            |                                                                |                                                                |
|                            |                                                                |                                                                |
| Під прапором               | Третій рейх                                                    | Третій рейх                                                    |
| Спуск на воду              | 5 липня 1941 року                                              | 5 липня 1941 року                                              |
| Виведений зі складу флоту  | 1 квітня 1944 року                                             | 1 квітня 1944 року                                             |
| Сучасний статус            | зник безвісти                                                  | зник безвісти                                                  |
| Проєкт                     |                                                                |                                                                |
| Тип ПЧ                     | Торпедний ДПЧ                                                  | Торпедний ДПЧ                                                  |
| Основні характеристики     |                                                                |                                                                |
| Швидкість (надводна)       | 17,7 вузлів                                                    | 17,7 вузлів                                                    |
| Швидкість (підводна)       | 7,6 вузлів                                                     | 7,6 вузлів                                                     |
| Робоча глибина занурення   | 100 м                                                          | 100 м                                                          |
| Гранична глибина занурення | 220 м                                                          | 220 м                                                          |
| Екіпаж                     | 44 осіб                                                        | 44 осіб                                                        |
| Розміри                    |                                                                |                                                                |
| Довжина найбільша (по КВЛ) | 67,1 м                                                         | 67,1 м                                                         |
| Ширина корпусу найб.       | 6,2 м                                                          | 6,2 м                                                          |
| Висота                     | 9,6 м                                                          | 9,6 м                                                          |
| Середня осадка (по КВЛ)    | 4,70 м                                                         | 4,70 м                                                         |
| Водотоннажність надводна   | 769 т                                                          | 769 т                                                          |
| Озброєння                  |                                                                |                                                                |
| Артилерія                  | одна палубна гармата калібру 88-мм, одна 20-мм зенітна гармата | одна палубна гармата калібру 88-мм, одна 20-мм зенітна гармата |
| Торпедно- мінне озброєння  | 4 носових і один кормовий ТА. 14 торпед або 26 мін             | 4 носових і один кормовий ТА. 14 торпед або 26 мін             |

U-355 — німецький підводний човен типу VIIC, часів  Другої світової війни.
Замовлення на будівництво човна було віддане 26 жовтня 1939 року. Човен був закладений на верфі суднобудівної компанії «Flensburger Schiffsbau-Ges» у Фленсбурзі 4 травня 1940 року під заводським номером 474, спущений на воду 5 липня 1941 року, 29 жовтня 1941 року увійшов до складу 5-ї флотилії. Також за час служби входив то складу 11-ї флотилії. Єдиним командиром човна був корветтен-капітан Гюнтер Ла-Бом.
Човен зробив 9 бойових походів, в яких потопив 1 (водотоннажність 5 082 брт) судно.
Зник безвісти 1 квітня 1944 року в Баренцовому морі південно-західніше Ведмежого острову під час переслідування конвою JW 58. Всі 52 члени екіпажу вважаються загиблими.

## Потоплені та пошкоджені кораблі[3]
| Назва      | Тип           | Належність      | Дата         | Тоннаж (БРТ) | Вантаж                                                | Статус    | Місце                                                       |
| Hartlebury | торгове судно | Велика Британія | 7 липня 1942 | 5 082        | 6 вантажівок, 36 танків, 7 літаків та 2409 т амуніції | потоплено | 72°30′ пн. ш. 52°00′ сх. д. / 72.500° пн. ш. 52.000° сх. д. |